# Хагивара, Сакутаро
Сакутаро Хагивара (яп. 萩原 朔太郎 хагивара сакутаро:, 1 ноября 1886 — 11 мая 1942) — японский писатель и поэт. Реформатор японской поэзии.

## Биография

### Творчество
Хагивара много экспериментировал с языком, стремясь понять и видоизменить поэзию как искусство. Особенно интересовался жанром танка (его собственные публиковались в том числе в журналах Bunkō, Shinsei и Myōjō), вдохновение черпал в стихах Акико Ёсано. В молодости публиковал свои стихи в журналах, затем сам принял участие в их создании вместе с друзьями. Активно участвовал в деятельности нескольких поэтических группировок, обычных для японской литературы 20-х. Многие произведения Хагивары подвергались критике за пессимизм автора.

### Личная жизнь
Сын провинциального врача. Не окончил колледж и не имел постоянной работы, пока не занялся литературным творчеством (первые попытки публикаций предпринял в пятнадцать). Около 18 лет имел связь с неизвестной женщиной, которую потом в своих стихах выводил как «Елену» и считал музой. Она, однако, под влиянием родственников вышла за другого. Был дважды женат. От первой жены, которая затем ушла к другому, имел двух дочерей — Ёко (1920—2005) и Акирако (р. 1922). Научившись в детстве, профессионально играл на мандолине. Всю жизнь полагался на материальную поддержку своей обеспеченной семьи, которая позволяла ему вести богемный образ жизни и периодически экспериментировать с обучением в том или ином университете. На момент смерти (в возрасте 55 лет и после двух браков) он был студентом очередного. В 1915 году пытался совершить самоубийство на почве плохого самочувствия и алкоголизма. В разные периоды жизни увлекался Ницше, Шопенгауэром и народной японской культурой.
Умер в 1942 году от так и не диагностированного при жизни рака лёгких, который врачи до последнего дня полугодичной болезни писателя считали пневмонией.

## Сочинения
- Tsuki ni Hoeru («Howling at the Moon», «Вою на Луну»). Первая антология поэзии Хагивары. Вызвала сенсацию и шквал критики.
- Aoneko («Blue Cat», «Синяя кошка»), 1923. Ещё бо́льшая сенсация, вызвавшая ещё больше критики.
- Другие работы
- Hyōtō («Icy Island», «Ледяной остров») 1934. Самая большая антология стихов Хагивары.